# Divisione di Varanasi
La divisione di Varanasi è una divisione dello stato federato indiano dell'Uttar Pradesh, di 11 748 346 abitanti. Il suo capoluogo è Varanasi.
La divisione di Varanasi comprende i distretti di Chandauli, Ghazipur, Jaunpur e Varanasi.